# 2010年欧州ソブリン危機
2010年欧州ソブリン危機（2010ねんおうしゅうソブリンきき）または、欧州経済危機（おうしゅうけいざいきき）、欧州債務危機（おうしゅうさいむきき）、欧州通貨危機（おうしゅうつうかきき）、欧州危機（おうしゅうきき）、通称：ユーロ危機（ユーロきき）は、2009年10月のギリシャ政権交代による国家財政の粉飾決算の暴露から始まる、経済危機の連鎖である。スペイン、ポルトガルなどユーロ加盟諸国（PIIGS）、あるいはハンガリーやラトビアなど中東欧諸国へ波及した場合、世界的な金融危機に発展するかもしれないと懸念されている。2011年以降にもユーロ圏第三位のイタリア情勢が深刻化するなど、欧州不安は広範囲に拡大した。

## 概要

### 金融機関規制
欧州ソブリン危機は、2007年に起きた世界金融危機と密接な関係を持っている。世界金融危機が起こった際に金融機関は世界的に監視下に置かれ、金融機関の規制がテーマとなってバーゼルIIIの内容が検討された。銀行の資本増強が経済学者を中心に提案され、自己資本の20%から30%の保有が求められた。しかし銀行は国際金融協会（IIF）を中心に規制に反対し、EUレベルでの銀行の資本増強は進まず、各国の施策の調和にとどまった。アメリカの銀行は資金調達や国家の資本注入によって資本金を増加し、ヨーロッパの銀行は欧州中央銀行（ECB）から低金利の融資をうけて高利回りの公債を購入して利益とした。ヨーロッパの銀行は資本増強が行われなかったため、のちの公債市場の暴落に対応できなかった。

### 緊縮財政と公債暴落
世界金融危機に対する対策ののち、各国で緊縮財政が行われた。ヨーロッパでは金融危機によってギリシャ、ポルトガル、アイルランドの財政が悪化し、特にギリシャとアイルランドが債務の再編を必要とした。アイルランドとギリシャの国債は暴落し、緊密な金融システムをもつヨーロッパ全体に飛び火した。アイルランドは自国銀行をEUで救済するという案を出したがドイツに拒否され、アングロ・アイリッシュ銀行の国有化にともない国債が売られた。ギリシャはユーロ加盟前の2001年よりも財政赤字を減少させていたが、それでも解消には至らず、国債の金利が急騰した。ギリシャには債務再編が必要であり、ドイツの国民はギリシャが元本を削減するための支援には賛成が多かった。しかし、2009年に成立したギリシャの全ギリシャ社会主義運動（PASOK）政権は、前政権による問題の解決に消極的だった。IMFはギリシャ支援の条件として緊縮財政を求めたが、ギリシャはGDP成長率がマイナス4.5%となり、支援策の前提である2年以内の市場復帰は不可能となった。
2011年秋には、ヨーロッパの銀行はいくつもの問題を抱えた。(1) 世界金融危機の損失、(2) 欧州の国債の不良債権化、(3) ユーロ圏の問題による新規事業の停滞、(4) バーゼルIIIによる規制、(5) アメリカやアジアの銀行との競争、(6) 資金調達の困難、などがある。
問題は独仏のマネーがこれらの国に大量に投資されているため、欧州全体のマネーフローの問題になったことである。また世界金融危機後のけん引役の1つである欧州経済の不調が、今なお脆弱なアメリカや日本の経済危機の引き金を引くのではないかという懸念がある。
通貨発行権
PIIGS諸国などが抱える欧州債務問題の原因はユーロ圏ではドイツにあるECBだけがユーロ紙幣を発行する権限を有しているために、ユーロ圏の各加盟国が紙幣増刷によって自力で債務返済できないシステムをとっているからであると説明される。オッカムの剃刀の法則によって、自国通貨を発行できる中央銀行を有する米国や日本がその政府債務額に比して深刻な金融危機に陥っていないことを簡潔に説明でき、準備通貨としての地位や労働時間などその他の要素を債務問題の原因から矛盾無く排除することができる。

## 前史
地中海周辺諸国の財政問題はオスマン債務管理局の時代から世界経済を左右してきた。そして現代においては、欧州連合（EU）による欧州通貨統合が南欧に広がるにつれ、PIIGSと呼ばれる国々の経済の弱さが浮き彫りになった。
マネタリズムの祖であるミルトン・フリードマンはユーロの見通しの悪さを予見していた。適切な金融政策がとれるのは変動相場制があるからであり、統一通貨ではそれは不可能である。さらに悪いことに、ユーロ圏のように為替レート変動による経済の調整メカニズムを放棄している場合には国内の価格や賃金あるいは資本移動によってでしか調整メカニズムがはたらかないので、ユーロ圏各国が各自独立した文化や規制を有している状態のままユーロを導入すれば、ユーロ圏各国の政府が各々異なる政治的圧力にさらされ、それら政府同士での政治的軋轢が生じる。これはまさに現在のPIIGSとドイツのように、救済される側とする側とで異なる政治的圧力がはたらきユーロ圏政府間での交渉が行き詰っている状態をさしており、このような経済的困難が現れることは既にフリードマンによって危惧されていたのである。

### 前史年表
- 1881年 - オスマン債務管理局が設置された。
- 1967年 - 欧州諸共同体が発足する。
- 1968年 - 12月、ベルギーのブリュッセルでICSDユーロクリアが設立される。
- 1970年9月 - ルクセンブルクでICSDセデルが設立される。
- 1973年 - ベルギーに国際銀行間通信協会が設立される。
- 1979年 - 欧州通貨制度始まる。イギリスは基本的に不参加だったが、マーストリヒト条約の前後にわたり参加。
- 1980年 - ベルギーで憲法改正。1970年に続く第二弾。地方分権にあたり、文化と経済の二元軸で、つまり地図上において異なる境界で自治体を区分。文化と経済の分離が進む。1988年と1993年にも同様の趣旨で改正される。
- 1981年4月 - ベルギーの公定歩合が15%を記録する。
- 1982年 - ロベルト・カルヴィが暗殺される。
- 1983年 - ジャック・ドロールが仏蔵相に就任し、フランソワ・ミッテランの社会主義政策を転換する。
- 1986年 - 2月、単一欧州議定書が調印される。10月、イギリスでビッグバン (金融市場)おこる。
- 1987年10月 - ブラックマンデー
- 1989年11月9日 - 東西ドイツを隔てていたベルリンの壁が崩壊。
- 1990年 - 東西ドイツ統一。各国は強大なドイツが欧州を支配することを恐れ、統一通貨への参加とECBの設立によりドイツが欧州の1つの国として生きることを選択。
- 1992年 - ポンド危機
- 1997-98年 - アジア通貨危機。
- 1998年 - ロシアのデフォルト、回収率50%。ロングターム・キャピタル・マネジメント破綻。
- 1999年1月 - ユーロ導入、1ユーロ＝1.17ドル
- 2000年 - ギリシャのユーロ加盟。その条件は財政赤字を対GDP比3%以内に収めることであるが、この頃から粉飾は始まっていたと、2004年のEU財務相理事会において指摘があった[14]。しかし経済回復に伴い英独仏の銀行や保険会社は南欧ブームに乗って、貸し付けを行った（PIIGS合計2兆ドル）。
- 2001年 - アルゼンチンがデフォルト、820億ドル、回収率30%。
- 2002年1月 - ユーロ紙幣・硬貨が流通開始。
- 2004年 - アテネオリンピック開催。ギリシャの借金が注ぎ込まれる。[要出典]
- 2005年 - ギリシャの経常収支赤字が対GDP比5%に達する。2008年には8%。
- 2007年 - サブプライムローン危機が表面化。2008年9月のリーマン・ショック後の欧州経済危機について、各国政府がECBからの融資で切り抜ける一方、ISCD設立当初から関係していた金融機関は2007年12月から2010年6月にわたりFRBから16兆ドルのベイルアウト（英語版）を受けた。
- 2008年1月 - SEPA（en:Single Euro Payments Area）稼動。

## 経緯

### 2009年
- 2009年10月 - ギリシャでゲオルギオス・アンドレアス・パパンドレウ新政権への交代が起こり、それまで対GDP比3.7%とされた財政赤字が実際には12.5%であると発表する（2010年4月には13.6%に修正された）。国債規模の"粉飾"にはゴールドマン・サックスとの"不適切な"デリバティブ取引が関係していたとされる。ギリシャは小さい国（人口1,100万人、GDP3,600億ドル）で自力での解決は不可能である。そこで、2001年のアルゼンチンのデフォルトが思い出され、ソブリン・リスクが意識された。
- 12月16日 - スタンダード&プアーズ（S&P）がギリシャの長期格付け「A-」を「BBB+」に1段階引き下げ、ユーロ売りが始まる。

### 2010年1-6月
- 1月 - スペインが500億ユーロの緊急財政措置（歳出削減）。公共インフラ事業の凍結を含む[要出典]ため、景気の回復の遅れが懸念された。[独自研究?]
- 1月28日 - クレジット・デフォルト・スワップ（CDS）市場にて、ギリシャのCDSスプレッド（5年物）が400.5bp（ベーシスポイント）にまで拡大[注釈 4]。10年物のギリシャ国債と独連邦債との利回り格差も393bp[15]。
- 3月24日 - フィッチ・レーティングスがポルトガルの格付けを「AA」から「AA-」に引き下げ。[16]
- 4月 - S&Pがポルトガルの格付けを「A+」から2ノッチ下げて「A-」に。[17]
- 4月20日 - メキシコ湾の深海油田「マコンド・プロスペクト（英語版）」において、国際石油資本・BPの掘削リグ「ディープウォーター・ホライゾン（英語版）」が爆発炎上、その後沈没。史上最大規模の原油が流出（「2010年メキシコ湾原油流出事故」も参照）。
- 4月22日 - 欧州連合統計局（ユーロスタット）がギリシャの財政赤字を13.6%に上方修正し、さらに14%になる可能性があるとした。アイルランドは14.3%でギリシャを上回る[要検証 – ノート][18]。
- 4月27日 - S&Pがギリシャ国債を3段階引き下げて投資不適格に。[要出典]
- 5月6日 - ECBのトリシェ総裁が記者の質問に答え、「ギリシャ国債買い上げはしない」と発言。[要出典]
- 5月7日 - ギリシャ問題に加え、ニューヨーク株式市場でダウ平均株価が急落（現地では6日）。一時998ドル下がり、過去最大の下落となった。終値で347ドル安の大幅続落。また、欧州圏でのソブリン・リスクの高まりと株価急落を受け、ドル資金市場ではドル不足が顕著になり欧州財政危機が、世界規模の金融危機に再び転化する兆候が現れている[19]（「世界金融危機 (2007年-2010年)」も参照）。
- 5月9日
  - 独中心部ノルトライン＝ヴェストファーレン州議会選挙が行われ、メルケル首相率いる与党側が敗北、ユーロ支援支出が問題となる。[要出典]
  - ECBは今までの政策を変更し、ギリシャ、スペイン、ポルトガル国債の買い切りオペを実行し、救済した[20]。
- 5月12日 - スペインが150億ユーロの追加歳出削減発表。公務員給与の削減、子ども手当や介護基金などの社会支出削減[21]。
- 5月18日 - 中国の温家宝首相は、北京を訪問したドイツのホルスト・ケーラー連邦大統領との会談の席上で、世界経済が危機的な状況であると認識している旨を発言した[22]。
- 6月2日 - EUはギリシャに対する1,100億ユーロ（ドイツ負担224億ユーロ）の支援策を発表。[23][24]
- 6月3日 - ハンガリー（ユーロ非加盟）新政権の政府与党の複数の幹部が、前政権による財政赤字の粉飾に言及した。それによれば、公表された3.8%ではなく7%以上であるという。EUや国際通貨基金（IMF）からの融資250億ドルのうち、オーストリア24%、ドイツ21%、イタリア17%となっている。そのためユーロや自国通貨フォリントが急落した。[要出典]
- 6月8日
  - スイスの外貨準備が5月だけで790億スイスフラン、50%増。年初からの合計はGDPの1/4。[要出典]
  - ブルガリアでは、社会党政権に代わった中道右派の新政権が、2009年における財政赤字について債務の対GDP比を1.9%から3.7%に修正した。この事などから欧州委員会は、ユーロスタットの調査団によるブルガリア経済の監査を実施することを発表した[25][26]。
- 6月10日 - EUは7,500億ユーロの支援策を発表（ドイツは1230億ユーロを負担）。[27]
- 6月14日 - ムーディーズがギリシャの国債「A3」から4段階引き下げ投機的な等級「Ba1」に格下げ。[28]
- 6月17日
  - EU、IMF、米財務省がスペインに2,500億ユーロの資金繰り援助を策定との報道[29]。
  - スペインの国債入札が順調。[要出典]
  - EU首脳会議が、26主要銀行の「ストレステスト」（健全性検査・資産査定の一種）の結果を7月に公表すると発表。[要出典]
- 6月18日 - NY-COMEX金価格一時1263.7ドルと最高値を更新。[要出典]
- 6月22日
  - フランスの大手銀行クレディ・アグリコールは、ギリシャ子会社エンポリキ銀行（英語版）関連での4億ユーロの評価損の計上を発表した。またエンポリキ銀行の2010年における純損失が当初の予想の2倍を超える7億5,000万ユーロとなる見通しを示した[30]。
  - イギリス新政権が財政再建策を発表、VAT（付加価値税）を来年1月から現在の17.5%から20%に引き上げる。また銀行税を導入し、法人税は引き下げていく。これで財政赤字の対GDP比を現在の11.3%から15年度には1.2%まで下げる。[要出典]
- 6月24日
  - 欧州CDS市場にて、ギリシャのCDSスプレッド (5年物) が過去の最大水準を超える1085bpに拡大。10年物ギリシャ国債と独連邦債との利回り格差は802bp[31]。
- 6月25日
  - ルーマニア憲法裁判所はEUとIMFからの20億ユーロの融資条件の緊縮財政措置の年金カットの一部を違憲とした[32]。
  - カナダでG20首脳会議開催。経済健全化のための緊縮財政を主張するEUと、景気悪化を懸念する米国が対立。[要出典]
  - EU委員会はストレステストの地方銀行への拡大（合計100行）を要請。特に懸念されるドイツの州立銀行ではバイエルン州立銀行の他約10行が検査対象になる[33]。
- 6月29日 - ギリシャが24時間ゼネスト。[要出典]

### 2010年7月-10月
- 7月1日
  - ECBの1年物オペ4420億ユーロが満期を迎える。[要出典]
  - 日経平均株価が9191.60円となり、年初来安値を更新。[要出典]
  - NYで円相場が前年12月以来7ヶ月ぶりとなる86.98を付ける[34]。
- 7月2日
  - EUの発表による欧州全体の失業率は10.0%[35]、スペインは19.9%[要出典]
  - ダウ平均株価が前年10月5日以来、約9カ月ぶりの安値となる9686.48ドルに下落[36]。
- 7月8日 - フィナンシャル・タイムズの報道によれば、National Bank of Greece（ギリシャ）、Postbank（ドイツ）、bar Alpha Bank（ギリシャ）、Monte dei Paschi（イタリア）が特に多額の資本注入が必要という[37]。
- 7月11日 - 国際決済銀行（BIS）が6月28日に発行した年次報告書の脚注とその後の電子メールから、欧州のある匿名の民間銀行（あるいは中央銀行）が346トンの金を担保にBISから140億ドルの融資（SDRスワップ）を受けたことが明らかになった。融資期間は1年以内で返済できない場合金は市場で売却される可能性があり金相場は弱含みになった。焦点とみられる各国中央銀行の金保有高はギリシャ112.2、スペイン281.6、ポルトガル382.5トンであり思惑を呼んでいる[38][39][40][41]。資金ベースでは外国為替市場に占める規模は限定的であるが金流通にとっては世界の年間生産量の約20%に相当する。[要出典]
- 7月13日 - ムーディーズは、ポルトガルの格付けを「AA2」から「A1」に2ノッチ引き下げ、見通しを「安定的」とした[42]。
- 7月14日 - スペイン中央銀行によれば、同国銀行のECBからの借り入れが、6月は1263億€と、5月の856.2億€から48%急増し、1999年以降最大になった[43]。
- 7月16日 - EU関係筋がストレステストの基準案を明らかにした。第1にコアTier 1（狭義の自己資本比率）を6%とする。ソブリンリスク（外国投資の危険度）へのエクスポージャー（負債）を第2とした[44]。成長率の想定は甘いが、国債価格を5月下旬より下げる[要検証 – ノート][45]。
- 7月19日 - ムーディーズはアイルランドの格付けを「Aa1」から「Aa2」へ1ノッチ下げる。見通しは安定的。アイルランドの赤字は14%と欧州最大級[要検証 – ノート][46]。
- 7月23日 - 欧州銀行監督委員会（CEBS）にるストレステスト(91行）の結果公表。[要出典]

### 2010年11月-
- 11月15日 - EU統計局はギリシャの対GDP赤字比率を2009年は15.4%（前回13.6%）、2008年は9.4%（同7.7%）と拡大修正した。目標は8.1%なので歳出削減追加を求められている。2009年度のユーロ圏16カ国の赤字は6.3%（前年2%)、EU全体では6.8%（前年2.3%）と拡大している[47]。
- 11月21日 - アイルランドの報道機関が、アイルランドがEUとIMFに対して数百億€の金融支援を要請することを同日中に閣議に諮る旨を伝えた。支援の財源には、EUとIMFが2010年5月に設立した総額7,500億€（約85兆円）の「ユーロ防衛基金」が活用される見込みであるという[48]（「#アイルランド問題」も参照）。
- 11月22日 - フィナンシャル・タイムズはバークレーズ・キャピタルの発表として、バーゼル3の適用（自己資本比率コアTier1規制7%+余裕1%）で米国の上位銀行が資本不足となり、リスク資産の売却を迫られるだろうとした。バーゼル2（欧州は適用済み）の米国への適用の影響は予測が付かないとした[要検証 – ノート][49]。
- 12月8日 - IMFの専務理事ドミニク・ストロス＝カーンが国連欧州本部での講演において、ヨーロッパがなおも厳しい情勢にあり経済・財政危機へのより効果的な対応策が必要であるとの見解を示した[50][51]。一方欧州委員会（EUの行政部門）は、8日に金融機関規制の統一案を発表した。[要出典]
- 12月17日 - ムーディーズはアイルランドの格付けを「Aa2」から「Baa1」に5段階引き下げ、見通しも「ネガティブ」とした。金融機関救済、経済見通し、国家の財政力といった問題があることが理由である[52]。

## スペイン問題
- スペインはGDP世界9位の経済大国である。債務総額は2010年末で7,230億€（9,800億$）である[要出典]。
  - 2000年から2008年にかけてスペインの家計債務は、日本や英国を含む先進10カ国の中で最高の40%の増加であった[53]。
  - BIS集計によれば、スペインの債務額は約9,000億ドル（対GDP比66%）。2008年GDP1.6兆ドルである。[要出典]
  - 2009年の住宅販売件数が2007年から44.7%減少し、100万戸以上の在庫がある。同期間の着工件数が74.1%と急減している中で、住宅価格は9.3%減しか下がっていないので、市場マヒ状態であるといえる（そのため損失額が確定できず、さらに増加する可能性を持つ。）。2010年の失業率は約20%、失業者数約500万人である。有期雇用者への手厚い保護のため期間従業員が多く、不動産バブル崩壊で一気に失業者が増えた[54]。銀行の不動産業向け融資はGDPの4割4420億€になっている。[要出典]
  - 2010年1月に500億ユーロ、5月に150億ユーロの緊急歳出削減を発表した。その中には公共インフラ整備、子供手当、公務員給与、介護基金などの普通聖域とされる内容も含まれている。これらの措置は財政健全化効果の他に景気を減速させる効果も持つので、スペインの将来は不透明である。[要出典]
  - 2010年7月2日のEUの発表によれば、スペインの失業率は19.9%である。[要出典]
  - 2011年
    - 4月30日の155億€を初めとして、2011年は1,327億€の国債を償還する。債務総額は2010年末で7,230億€（9,800億$）である。BBVAは自己資本の2倍00億€の国債を抱え、サンタンデールは自己資本の8割500億€、コメルツは15%36億€。国債だけではなく2011年4〜6月にサンタンデールは110億€を償還（借り換え）する。[要出典]

2012年以降は、スペイン経済危機 (2012年)、クリスティナ・デ・ボルボーン・イ・デ・グレシアも参照

## オーストリア・ハンガリー問題
ハンガリーでは、2010年4月に発足したオルバン新政権が6月3日に前政権の粉飾決算を公表したことから、財政破綻の可能性が語られるようになった。与党フィデス（ハンガリー市民同盟）のコーシャ副党首は、ハンガリーの財政がギリシャ同様の危機的状況に陥るのを避けるのは容易でない旨を語っている。国債のCDSスプレッドは200bpから400bpに跳ね上がったが、その後の財政再建策の発表などにより6月下旬現在300bp前後で落ち着いている。しかしオルバン政権は前政権によるIMF主導の緊縮財政に対する反対と減税の約束で政権を取ったため、国民の支持は不確かである。ハンガリーは1,500億円、国立銀行は500億円の「サムライ債」（円貨建て外債）（購入者に為替リスクが無いのが魅力だが、デフォルトリスク（破綻懸念）がある。為替リスクは発行体が負うので、為替相場が急落した場合デフォルトへの誘惑が大きい）を発行しており、個人も保有していると見られる。ハンガリーにはオーストリアがGDPの1割に当たる370億ドルを融資しており、チェコとルーマニアにも合計100億ドル融資している。破綻すれば大きな影響があるのは確実と見られる。
ハンガリーは自国通貨フォリントをユーロに統合すべく移行期間（ERM2）を実施中に今回の金融危機に見舞われた（2001年5月4日から非常に狭いクローリング・ペッグ制からERM2／ユーロペッグ制に移行、2008年2月25日から変動相場制度）。ハンガリーは公式には為替固定国ではなかったものの事実上ユーロペッグしたことがフォリントの大幅な実質高をもたらしていた。このことが危機の深刻化に影響しており、アジア通貨危機の際の構造と問題は類似している。
また2008年の世界的な金融危機の煽りを受け同10月28日から11月7日にかけてIMFやEUおよび世界銀行からの緊急融資がおこなわれており、大幅な金利引き上げや財政支出の厳しい削減を含んだ「構造改革」を要求されている。IMFは一般財政収支の赤字は2008年のGDP比3.4%を2009年に2.6%にするよう迫ったが、現実には2009年5月時点で3.9%とむしろ拡大するような状況であった。2010年は財政赤字幅をGDP比で3.8%に抑える計画だったが、それが7%超と大きく上回る見通しである。
投資家は安定した通貨に投資する。しかし危機が起きたときに中央銀行は外貨準備が少ないため、相場を維持できない。それを見越して投資家などはフォリントを売って外貨を買うためますます外貨が少なくなり、相場は暴落する。そうすると外貨建て債務が（中味は同じなのに）急増し、危機がより一層深刻化するのであるハンガリーでは金融機関による企業向け融資と個人向け融資ともに大半をユーロやスイスなどの外貨建て融資が占めており、その中でもスイスフラン建て融資は2009年末時点で61.5%にのぼっていた。2008年の金融危機以降、ECBやスイス中央銀行によるスワップによる流動性補填が実施されている。フォリントの下落がスイスフラン買いを加速し、ユーロ/スイスフラン下落をもたらしスイス中央銀行のユーロ買い介入の原因のひとつを占めるとの観測もある。
最近では、政権党が世界への影響を読み損なって、前政権に責任を取らせようとし、実際の影響はそれほど大きいものではない、という見方も多い。しかし東欧経済とユーロの構造問題自体が消えて無くなった訳ではない。

## アイルランド問題
リーマン・ショック以降、不動産市場を基点に重篤な経済危機に陥ったが、公的資金の導入と国営化などにより銀行救済が行われ経済は小康状態を保っていた。しかし、不動産市場は低迷したままであり銀行の救済コストが上昇、巨額の追加支援が必要なことが明らかになり、2010年9月30日には最大5.7兆円規模の金融システム修復策を発表、同国の2010年の財政赤字はGDPの32%に拡大する見通しとなった。これらを受けムーディーズは2010年7月19日にアイルランド国債の格付けを「Aa1」から「Aa2」に引き下げ、2010年10月5日にはさらなる格下げの検討を発表、フィッチは2010年10月6日「AA-」から「A+」に引き下げ、見通しはネガティブとし今後さらに引き下げられる可能性を示唆した。11月10日、アイルランド中央銀行のホノハン総裁は外資系銀行を含む国内金融機関の融資損失は少なくとも同国GDPの55%に相当する850億ユーロになるとの推計を発表した。
アイルランドの財政危機のきっかけは、国が金融機関の損失を救済しすべての債務を保証したことだと言われている。金融機関を救済したため、財政赤字がGDPの30%以上（32%）となり、公債がGDPの176%になった。アイルランド向けエクスポージャーはギリシャ向けの3倍以上である5,000億ドル（約42兆円）と推定されている。イギリスはアイルランドへの数十億ポンドの融資を表明した。リーマン・ショック後から金融機関に投入された公的資金は約330億€であったが、アイルランド政府は最終的に500億€にのぼると試算した。金融機関へのECBからの支援は2010年10月末現在で1300億€にのぼり、アイルランド中央銀行からも350億€の支援を受けていた。アイルランド経済がここまで悪化したのは、1990年代前半から2007年までの間、12.5%の低い法人税率で企業を呼び込み、不動産バブルが起き、その後崩壊したためである。住宅着工件数は2006年のピークの1/8である。2008年まで4%台だった失業率が、2010年9月には14.1%に上昇している
12月17日、ムーディーズはアイルランドの格付けを「Aa2」から「Baa1」に5段階引き下げ、見通しも「ネガティブ」とした。金融機関救済、経済見通し、国家の財政力といった問題があることが理由である。
2011年1月27日の欧州債権市場において、ギリシャやスペインとともにアイルランドの国債相場にも下落がみられた。アイルランド10年債は利回り9.13%、ドイツ債とのスプレッドは5.92ポイントとなった（ロンドン時間27日午後4時現在）。

## 主な基礎データ

### 世界の外貨準備に占める通貨シェア
- 米ドル42%、ユーロ36%、英ポンド6%、日本円3%、その他13%[69]

### 各国の負債
2010年総債務残高対GDP比(%)、財政赤字対GDP比(%)
- ポルトガル - 84.6、8.0
- アイルランド - 82.9、14.7
- イタリア - 116.7、5.3
- ギリシャ - 124.9、12.2
- スペイン - 66.3、10.1

- イギリス(UK) - 80.3、12.9
- ベルギー - 101.2、5.8
- ドイツ - 76.7、5.0
- フランス - 82.5、8.2
- オランダ - 65.6、6.1

### 投融資残高
|              | 債権国 |          |          |          |                |          |      |          |        |        |
| 債務国       | ドイツ | スペイン | フランス | イタリア | その他ユーロ圏 | イギリス | 日本 | アメリカ | その他 | 計     |
| ギリシャ     | 65.4   | 1.3      | 83.1     | 6.8      | 31.6           | 17.0     | 2.3  | 36.2     | 8.5    | 252.1  |
| アイルランド | 186.4  | 17.7     | 77.3     | 24.7     | 64.2           | 187.5    | 22.0 | 108.3    | 58.8   | 746.8  |
| ポルトガル   | 44.3   | 98.3     | 48.5     | 7.6      | 21.2           | 29.0     | 2.6  | 35.6     | 5.5    | 292.6  |
| スペイン     | 216.6  | …        | 201.3    | 37.2     | 164.1          | 136.5    | 25.1 | 172.8    | 36.2   | 989.8  |
| 計           | 512.7  | 117.3    | 410.2    | 76.3     | 281.1          | 370.0    | 52.0 | 352.9    | 109.0  | 2281.3 |

（BIS発表、単位は億ドル、集計日は若干異なる）
- 「PIGS」向けの外銀全体の融資残高は2兆5350億ドル、EU諸国の銀行だけで1兆9150億ドル(75.5%)。[要出典]

#### 主な債務国（借手）
- ギリシャ - フランス788、ドイツ450、米国166ほか、（日本67）ほか、合計2170
  - 国債発行残高30兆円（GDPの1.2倍、7割は国外保有）。
  - 債務再編の見通し
    - 2010年の段階で、利払いは2009年は119億ユーロ、2012年は171億ユーロ、2014年は204億ユーロが見込まれていた[73]。
    - 2010年の段階で、2014年には債務が3538億ユーロにのぼりピークに達すると見込まれていた。IMFの試算によると、2014年には707億ユーロの借り入れが必要となり、民間からの借り入れ残高は2650億ユーロとなるという。これらの他にも、EUとIMFに対する債務は2010年時点で850億ユーロであった[73]。
- ハンガリー - オーストリア370、ドイツ319、フランス111、（日本17）ほか、合計1398
- スペイン - ドイツ2380、フランス2112、オランダ1197、イギリス1110、アメリカ580、（日本284）、ほか合計9257
- ポルトガル－ドイツ474、フランス449、イギリス256、（日本43）ほか、合計2509
- イタリア - フランス5078、ドイツ1897、イギリス765、日本544、アメリカ532ほか、合計11451
- アイルランド－ドイツ1838、イギリス1727、アメリカ571、（日本217）ほか、合計6477

#### 主な債権国（貸手）
- フランス - イタリア5078、スペイン2112、ギリシャ788、アイルランド521、ポルトガル449
- ドイツ - スペイン2380、イタリア1897、アイルランド1838、ギリシャ450
- イギリス - アイルランド1727、スペイン1100、イタリア765、ポルトガル256
- オランダ - スペイン1197、イタリア691、ポーランド352
- アメリカ - スペイン580、アイルランド571、イタリア532、ギリシャ166
- 日本 - イタリア544、スペイン284、アイルランド217、ギリシャ67

## 日本への影響
日本の輸出企業には10円の円高ユーロ安が2%の減益要因になると言われている。欧州への輸出は全体の約1-2割程度である。PIIGSへの日本の融資残高は1000億ドル程度。ギリシャにとどまらず、スペイン、ポルトガルへ飛び火すれば、英独仏だけでは処理が難しく、世界金融危機にさらされるとされる。豪ドル相場は4月中旬以来13%下げ、国内株も15%安になっている。

### 欧州での営業利益が多い上場企業
（利益額・億円、かっこ内は営業利益、売上高の割合(%)）（1位国際・帝石は中東アフリカが多いので除外）
- 2位 アステラス製薬 439（25.0、24.9）
- 3位 武田薬品 309（4.3、8.3）
- 4位 リコー 302（45.9、18.2）
- 5位 オリンパス 222（26.6、18.0）
- 6位 ダイキン 206（47.8、21.3）

- 7位 東芝 206（18.4、8.4)
- 8位 任天堂 180（5.1、19.9）
- 9位 出光 140（31.7、2.1）
- 10位 マキタ 129（54.4、32.9）